# Perissandria eugrapha
Perissandria eugrapha là một loài bướm đêm trong họ Noctuidae.